# Szerbia és Montenegró-i férfi kosárlabda-válogatott
A Szerbia és Montenegró-i férfi kosárlabda-válogatott Szerbia és Montenegró férfi nemzeti kosárlabda csapata volt 1992 és 2006 között, amelyet az Szerbia és Montenegró-i kosárlabda-szövetség (szerbül: Košarkaški savez Srbije i Crne Gore / Кошаркашки савез Србије и Црне Горе) irányított.
1992 és 2003 között a Jugoszláv Szövetségi Köztársaság válogatottja volt, egészen 2003 februárjáig, amikor az ország nevét Szerbia és Montenegróra keresztelték. 2006-ban Montenegró a különválás mellett döntött és a 2006-os világbajnokságot követően megszűnt a közös válogatott.
Rövid fennállásuk során számos sikert értek el. Egyszeres olimpiai ezüstérmesek (1996), kétszeres világbajnokok (1998, 2002) és háromszoros Európa-bajnokok (1995, 1997, 2001).

## Története
Jugoszlávia felbomlásával a jugoszláv férfi kosárlabda-válogatott is megszűnt és 1992-ben létrehozták a Jugoszláv Szövetségi Köztársaság kosárlabda-válogatottját, melynek már csak Szerbia és Montenegró volt a tagja. Azonban eleinte a javában zajló délszláv háború miatt fel lettek függesztve és nem vehettek részt az 1992-es nyári olimpiai játékokon, az 1993-as Európa-bajnokságon és az 1994-es világbajnokságon. Az 1995-ös Európa-bajnokságon szerepeltek ismét nemzetközi tornán, amit rögtön meg is nyertek. A döntőben Litvániát győzték le 96–90-re. Az 1996-os atlantai nyári olimpiai játékokon is eljutottak a döntőig ahol azonban a házigazda Egyesült Államok jobbnak bizonyult, így végül ezüstérmesként végeztek. Az 1997-es Európa-bajnokságon Olaszországot győzték le a döntőben 61–49-re és megvédték a címüket. 1998-ban a világbajnokságot is sikerült megnyerniük. Az 1999-es Európa-bajnokságon bronzérmet szereztek. A 2000. évi olimpiai játékokon a 6. helyet szerezték meg, majd azt követően a 2001-es Európa-bajnokságot és a 2002-es világbajnokságot is megnyerték. A 2006-os világbajnokságot szerepelt utoljára a közös válogatott, ahol a 11. helyen végzett.

## Eredmények
| Olimpiai játékok | Olimpiai játékok       | Olimpiai játékok       | Olimpiai játékok       | Olimpiai játékok       |
| Év               | Eredmény               | M                      | Gy                     | V                      |
| ---------------- | ---------------------- | ---------------------- | ---------------------- | ---------------------- |
| 1936–1988        | Jugoszlávia része volt | Jugoszlávia része volt | Jugoszlávia része volt | Jugoszlávia része volt |
| 1992             | Felfüggesztve          | Felfüggesztve          | Felfüggesztve          | Felfüggesztve          |
| 1996             | Ezüst                  | 8                      | 7                      | 1                      |
| 2000             | 6.                     | 7                      | 4                      | 3                      |
| 2004             | 11.                    | 6                      | 2                      | 4                      |
| Összesen         | 3/4                    | 21                     | 13                     | 8                      |

| FIBA-világbajnokság | FIBA-világbajnokság    | FIBA-világbajnokság    | FIBA-világbajnokság    | FIBA-világbajnokság    |
| Év                  | Eredmény               | M                      | Gy                     | V                      |
| ------------------- | ---------------------- | ---------------------- | ---------------------- | ---------------------- |
| 1950–1990           | Jugoszlávia része volt | Jugoszlávia része volt | Jugoszlávia része volt | Jugoszlávia része volt |
| 1994                | Felfüggesztve          | Felfüggesztve          | Felfüggesztve          | Felfüggesztve          |
| 1998                |                        | 5                      | 1                      | 4                      |
| 2002                |                        | 5                      | 1                      | 4                      |
| 2006                | 11.                    | 6                      | 2                      | 4                      |
| Összesen            | 3/4                    | 24                     | 17                     | 7                      |

| Európa-bajnokság | Európa-bajnokság       | Európa-bajnokság       | Európa-bajnokság       | Európa-bajnokság       |
| Év               | Eredmény               | M                      | Gy                     | V                      |
| ---------------- | ---------------------- | ---------------------- | ---------------------- | ---------------------- |
| 1935–1991        | Jugoszlávia része volt | Jugoszlávia része volt | Jugoszlávia része volt | Jugoszlávia része volt |
| 1993             | Felfüggesztve          | Felfüggesztve          | Felfüggesztve          | Felfüggesztve          |
| 1995             |                        | 9                      | 9                      | 0                      |
| 1997             |                        | 9                      | 8                      | 1                      |
| 1999             |                        | 9                      | 7                      | 2                      |
| 2001             |                        | 6                      | 6                      | 0                      |
| 2003             | 6.                     | 7                      | 3                      | 4                      |
| 2005             | 9.                     | 4                      | 2                      | 2                      |
| Összesen         | 6/7                    | 44                     | 35                     | 9                      |